# شهرستان هیترینو
شهرستان هیترینو (به بلغاری: Hitrino Municipality) یک شهرستان در بلغارستان است که در استان شومن واقع شده‌است. شهرستان هیترینو ۲۸۹٫۳۷ کیلومتر مربع مساحت و ۶٬۴۲۳ نفر جمعیت دارد.